# Crêperie

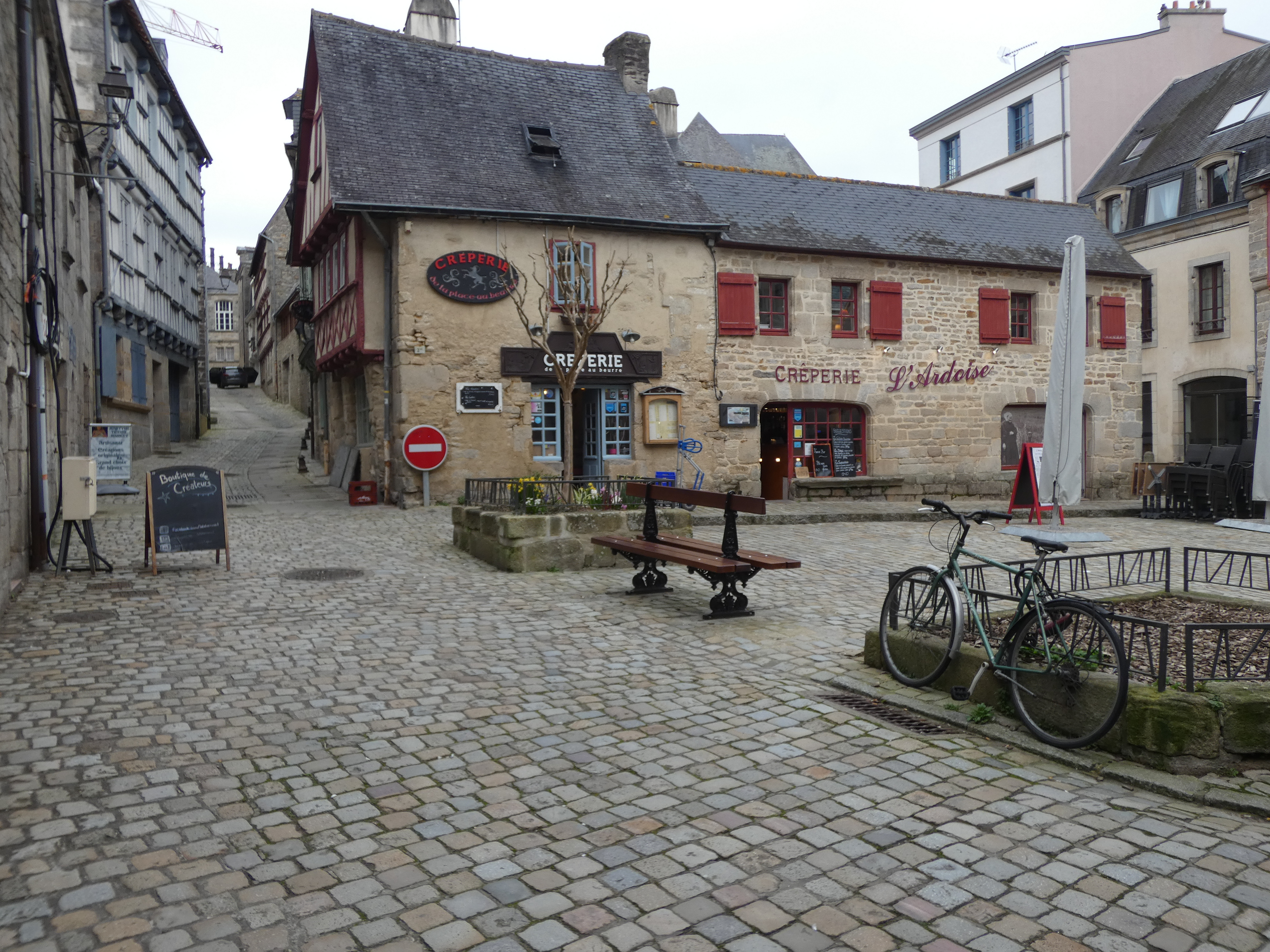
Deux crêperies place au beurre à Quimper.

Une crêperie est un restaurant spécialisé dans la fabrication et la vente de crêpes ou de galettes. Les crêperies, ou ti-krampouezh en breton, sont très répandues en Bretagne où les crêpes sont une spécialité régionale. 
Les chiffres concernant les établissements varient. En 2015, 3 000 « établissements produisant crêpes et galettes » existent en Bretagne. En 2020, il existait en France métropolitaine un peu plus de 4 000 crêperies. La Bretagne compterait 1 800 crêperies en 2025, le reste de la France autant.
Les crêperies sont des lieux de restauration adaptés aux budgets restreints. Si le prix de vente des produits finis est plus faible que dans la restauration classique, les marges y sont plus importantes, de l’ordre de quatre à cinq fois les coûts de matière.
En Bretagne, existe le label « Crêperies gourmandes », destiné à mettre en avant les crêperies pérennes, présentant une certaine compétence, et respectant une charte de qualité. En 2015, le label compte une centaine d'adhérents ; 2017, 90 établissements avaient obtenu ce label. Le label est couplé au label national de « Qualité tourisme »,.
Les écoles de crêperie de Bretagne forment environ 250 crêpiers chaque année.